# ۱۸۲۲
در این صفحه وقایع مهم سال ۱۸۲۲ میلادی فهرست شده‌اند.

## زادروزها
- ۲ ژانویه – رودلف کلاوزیوس، فیزیک‌دان آلمانی (د. ۱۸۸۸)
- ۲۸ ژانویه – الکساندر مکنزی، سیاست‌مدار کانادایی (د. ۱۸۹۲)
- ۲۷ آوریل – یولیسیز سایمن گرانت، افسر، نویسنده، کاشف، و سیاست‌مدار آمریکایی (د. ۱۸۸۵)
- ۲۰ مه – فردریک پسی، اقتصاددان و سیاست‌مدار فرانسوی (د. ۱۹۱۲)
- ۴ اکتبر – رادرفورد بیرچارد هیز، افسر، وکیل، و سیاست‌مدار آمریکایی (د. ۱۸۹۳)
- ۲۴ دسامبر – متیو آرنولد، شاعر بریتانیایی (د. ۱۸۸۸)

## درگذشت‌ها
- ۵ مه - ناپلئون بوناپارت، نخستین امپراتور فرانسه.
- میرزا عیسی قائم‌مقام : وزیر عباس میرزا نائب السلطنه قاجار.

- ۸ ژوئیه – پرسی بیش شلی، زبان‌شناس، مترجم، نویسنده، و شاعر بریتانیایی (ز. ۱۷۹۲)